# Jacques Kayser
Jacques Kayser (n. París, 13 de febrero de 1900-m. Suresnes, 15 de enero de 1963) fue un periodista y político francés.

## Biografía
Jacques Kayser, sobrino por matrimonio de Alfred Dreyfus, estudió derecho y letras y luego se convirtió en periodista y escritor. En la década de 1930 fue redactor en jefe de La République, el órgano oficial del Partido Radical del cual era miembro y afirmó estar entre los "jóvenes turcos," una tendencia del mismo partido radical.
Vicepresidente y luego Secretario general del Partido Republicano Radical y Radical Socialista, estaba cerca de la izquierda representada por Pierre Cot y Pierre Mendès France. Junto a Jean Guéhenno y André Chamson, escribió el juramento del 14 de julio de 1935, que marcó la primera etapa de la constitución del Frente Popular; luego firmó, en nombre del Partido Radical, el programa presentado para las elecciones legislativas de 1936. Era, al mismo tiempo, miembro del Comité Central de la Liga de los Derechos Humanos.
A los 39 años se ofreció para unirse a la resistencia durante la Segunda Guerra Mundial. Habiéndose ido a Londres en 1943, se hizo consejero a la Embajada de Francia en Londres. Participó en el Desembarco de Normandía como corresponsal de guerra.
Después de la liberación de Francia, encuentra a su esposa Jeanne Didisheim, quien participó en la resistencia como miembro de los Francotiradores y Partisanos Franceses. Después de la guerra, no tuvo responsabilidades políticas, dedicándose a su trabajo como periodista. Sin embargo, se acerca al Partido Comunista. Se hace miembro de la Unión Progresista creada en 1950, y su esposa era miembro de la Oficina Nacional de la Unión de Mujeres Francesas. La pareja, sin embargo, toma distancia con el liderazgo del PCF. 
Su hija, Marcelle, activista sindical de educación nacional, seguirá siendo fiel al PCF y su hijo, Bernard Kayser, un geógrafo, también era un militante comunista.
Jacques Kayser se hizo parte de la delegación francesa a las Naciones Unidas y a UNESCO. Como investigador, y profesor en relación con varias instituciones universitarias, será reconocido por su estudio de los diarios, una obra que no pudo superar con su muerte en 1963 y que se ha acumulado en el libro póstumo Le Quotidien français.

## Obras
- L'Europe et la Turquie nouvelle, 1923[3]
- Ruhr ou plan Dawes ? : histoire des réparations ..., 1925
- La vie de La Fayette, collection Vies des Hommes Illustrés nr. 18, 1928
- L'action républicaine de M. Poincaré, 1929
- La paix en péril, 1933
- L'affaire Dreyfus,  Collection la Suite des Temps, 1946.
- La conférence des Nations unies pour la liberté de l'information, in: Politique étrangère, 1948, 13-3 p. 245-252[4]
- Une semaine dans le monde. Étude comparée de 17 grands Quotidiens pendant 7 jours, UNESCO, 1953.
- Mort d'une liberté : techniques et politique de l'Information, 1955.
- Émile Zola. La République en marche, Texte présenté par Jacques Kayser, 2 tomes, 1956.[5]
- Zola journaliste, in: Les Lettres françaises nr 588, 1955.
- Souvenirs d'un militant 1934-1939 , in : Les Cahiers de la République, 12, 1958 p. 19-24
- La presse de province sous la troisième république, 1958 (Kayser et alii)
- L'information écrite dans les pays en voie de développement, in : Revue Tiers Monde, 1960, 3, p. 269-284[6]
- Les grandes batailles du radicalisme: dès origines aux portes du pouvoir, 1820-1901, 1962.[7]
- De Kronstadt à Krouchtchev, voyages franco-russes (1891-1960), 1962
- Qu'est-ce qu'un journal, Collection Textes et documents, 1962.[8]
- (póstumo) Le Quotidien français, coll. "Cahiers de la fondation nationale des sciences politiques", 169 p. 1963.[9][10]
- (póstumo) Un journaliste sur le front de Normandie - carnet de route juillet-août 1944,  1991

### Fotografía
- «Obras fotográficas de Jacques Kayser en el sitio del Museo del muelle Branly».